# Petrus Valdes

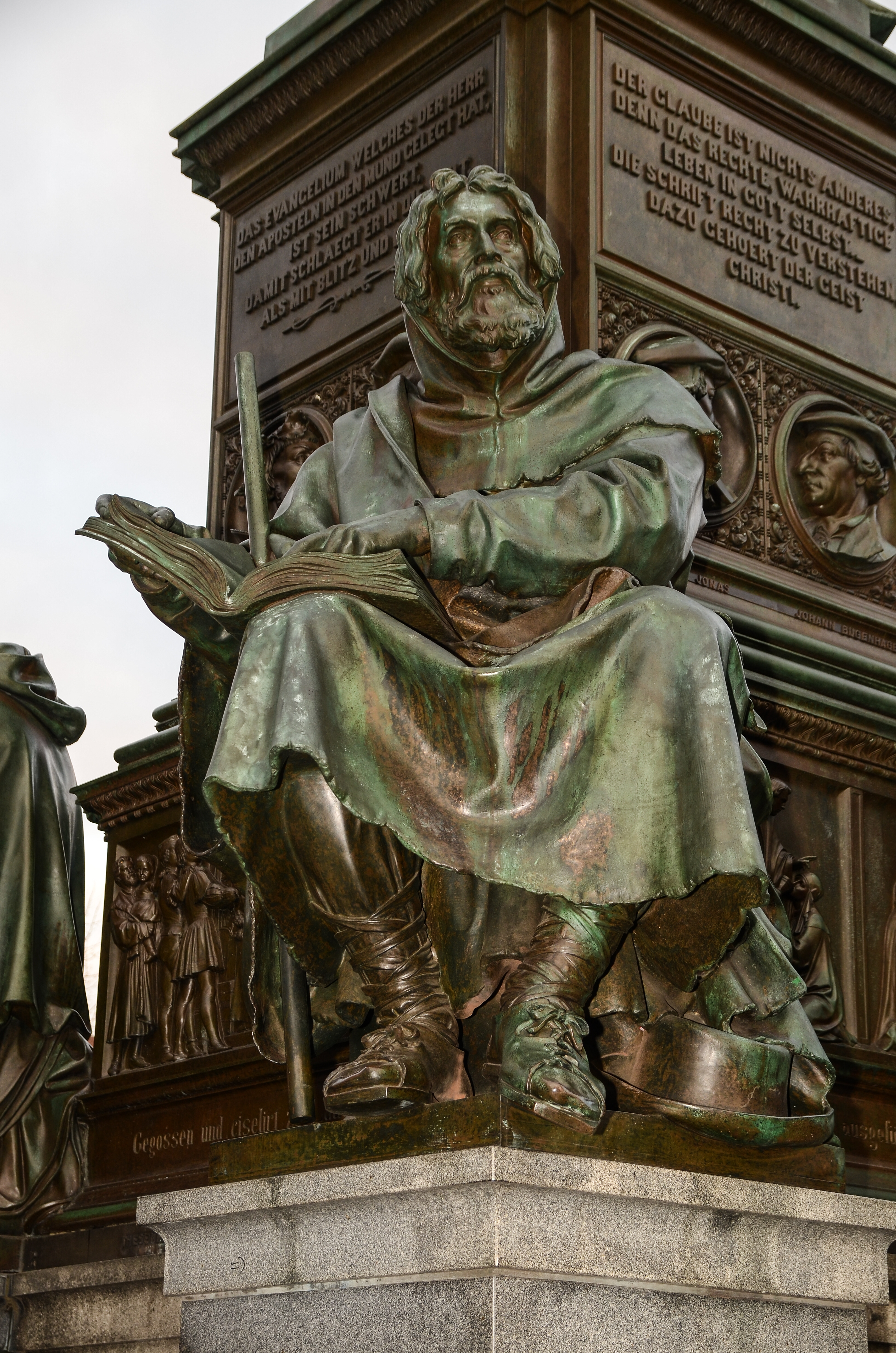
Valdes auf dem Lutherdenkmal (1868) in Worms

Petrus Valdes oder Waldes oder Waldes von Lyon (auch Waldus, Valdesius, Valdus, Peter Waldo, Pierre Waldes) († vor 1218), war Kaufmann in Lyon und begründete als religiöser Laie und Wanderprediger die Glaubensgemeinschaft, die als bedeutender Vorläufer der protestantischen Reformation angesehen wird (Proto-Protestantismus). Trotz Verfolgungen durch die Inquisition überdauerte die Vereinigung seiner Anhänger in Form der Waldenser bis heute.
In den Augen der katholischen Kirche waren seine Anhänger eine der bedeutendsten mittelalterlichen Häresien (Ketzerbewegungen). Der Vorname Petrus ist in zeitgenössischen Quellen nicht überliefert und wurde ihm vermutlich später von seinen Anhängern zugeschrieben.

## Leben und Wirken in Lyon
Valdes widmete sich als reicher Lyoner Bürger dem Bibelstudium und beauftragte in den frühen 1170er Jahren den Priester Stephan von Anse, die lateinische Bibelübersetzung, die Vulgata, in den örtlichen südfranzösisch/okzitanischen bzw. frankoprovenzalischen Dialekt zu übersetzen, damit die Bibel auch vom einfachen Volk verstanden werden konnte. Es wurden Abschriften dieser Übersetzung hergestellt, die nicht mehr erhalten sind.
Vermutlich um 1176/77, als eine Hungersnot übers Land zog, erfuhr Valdes ein religiöses Läuterungserlebnis, das sein bisheriges Leben in entscheidender Weise ändern sollte. Die Hintergründe dieses Ereignisses werden in den Quellen unterschiedlich dargestellt. So soll Valdes etwa nach Auskunft des Anonymus von Laon († nach 1219) vom Lied eines Spielmannes, welches die Legende vom Alexius von Edessa zum Inhalt hatte, tief ergriffen worden sein. Danach soll Valdes unter Übergabe eines großen Teils seines Vermögens an seine Gemahlin diese verlassen und seine Töchter dem Kloster in Fontévrault anvertraut haben. Nach Auskunft des Passauer Anonymus hingegen soll der plötzliche Tod eines anderen vornehmen Bürgers ihn erschreckt und danach bewogen haben, dass er sofort eine große Menge Geld für die Armen ausgab, sich den Text des Neuen Testaments in seine Sprache übersetzen ließ und die Armen über das Evangelium belehrte.
Während der Hungersnot organisierte Valdes im Gebiet von Lyon öffentliche Armenspeisungen und hielt in den folgenden Monaten Lesungen aus der Bibel ab, wodurch er zahlreiche Anhänger gewann, die seinem Beispiel von einem frommen Leben in freiwilliger Armut folgen wollten. Im Ideal eines apostelgleichen Lebens zogen in den folgenden Jahren immer mehr Männer und Frauen in Armut predigend und vom Betteln lebend, durch das Gebiet der Diözese Lyon, weshalb Valdes und seine Anhänger, die späteren Waldenser (frz. Vaudois), die Bezeichnung „Arme von Lyon“ erhielten.

## Der Konflikt mit der Kirche
Valdes und seine Anhänger hatten sich vorrangig der Aufforderung Christi an seine Apostel „Verkündet das Evangelium allen Geschöpfen“ (Mk 16,15 ) verschrieben, die sie als im Prinzip jedem Christen freistehenden Auftrag auffassten. Genau an diesem Punkt jedoch tat sich jener grundlegende Konflikt mit der katholischen Kirche auf, der die Waldenser später auch zum Zielobjekt der Inquisition machen sollte. Denn die Kirche sah diesen Auftrag Christi unter Verweis auf das Bibelwort „Du bist Petrus, der Fels, und auf diesen Felsen will ich meine Kirche bauen“ (Mt 16,18 ) auf sich alleine übertragen; das Recht auf Predigt war nach kirchlicher Ansicht demnach einzig dem eigenen Klerus vorbehalten. Die Freigabe des Predigtrechts an Laien hätte die Berechtigung kirchlicher Institutionen grundlegend in Frage gestellt.
Valdes erkannte dieses Problem und wandte sich, um einem größeren Konflikt zuvorzukommen, im Jahr 1179 im Zuge des in Rom tagenden Dritten Laterankonzils an Papst Alexander III., um eine offizielle päpstliche Predigterlaubnis zu erwirken. Auf einer Nebensitzung des Konzils, unter dem Vorsitz des englischen Abgesandten Walter Map († 1208/1210), wurden zwei vorsprechende „Arme von Lyon“ von der katholischen Geistlichkeit unter großem Gelächter verhöhnt. Dennoch billigte letztlich der Papst, der nach Mitteilung des Anonymus von Laon Valdes sogar umarmt haben soll, die Lebensweise der „Armen von Lyon“ in Armut und erteilte ihnen die gewünschte Predigterlaubnis, allerdings mit der wesentlichen Einschränkung, dass nur mit Genehmigung des örtlichen Bischofs gepredigt werden dürfe.
Im Gegenzug unterzeichnete Valdes – er unterschrieb mit „ego Valdesius“ (der Vorname Petrus taucht erstmals 1368 in einer Quelle auf) – auf einer 1180 in Lyon abgehaltenen Synode im Beisein des päpstlichen Legaten, des zisterziensischen Kardinalbischofs von Albano, Henri de Marcy, ein rechtgläubiges Bekenntnis gegen die Katharer. Es relativierte die Vorstellungen der „Armen von Lyon“ zu Armut und Predigt gegenüber jenen der katholischen Kirche. Gleichzeitig wurden Glaubenssätze formuliert, die die Waldenser von der für die Kirche in Südfrankreich mittlerweile gefährlich gewordenen häretischen Bewegung der Katharer deutlich abgrenzten, um eine etwaige Annäherung zwischen diesen Gemeinschaften zu verhindern.
Für einige Zeit konnten Valdes und seine Anhänger auf Basis der nun errungenen Predigterlaubnis der Verkündung der Evangelien unter dem Lyoner Erzbischof Guichard († 1181) rechtmäßig nachkommen. Doch mit dessen Nachfolger Jean Bellesmains kam es unter nicht ganz geklärten Umständen neuerlich zum Konflikt. Nach Mitteilung Stephans von Bourbon († 1261), der sich in Bezug auf die „Armen von Lyon“ insbesondere über die Mitwirkung von Frauen an der Predigt beschwerte, entzog der Erzbischof Valdes, der auf eine Vorladung hin bei jenem erschienen war, formal das Predigtrecht. Valdes, der hingegen auf der Ausübung des Predigens beharrte, soll ihm gegenüber mit dem Bibelzitat geantwortet haben: „Man muss Gott mehr gehorchen als den Menschen“ (Apg 5,29 ).

## Vertreibung als Ketzer
Nach der Weigerung Valdes’, dem bischöflichen Predigtverbot Folge zu leisten, wurde er 1182/83 durch den Erzbischof exkommuniziert und mit seinen Anhängern aus Lyon vertrieben. Im Jahr 1184 wurden die „Armen von Lyon“ in dem von Papst Lucius III. nach dem Konzil von Verona verfassten Edikt Ad Abolendam erstmals als Häretiker (Ketzer) aufgeführt, mit dauernder Exkommunikation belegt und mit schweren Strafsanktionen bedroht. Eine weitere Verurteilung erfolgte 1215 im Zuge des IV. Laterankonzils unter Papst Innozenz III.
Die „Armen von Lyon“ verbreiteten sich nach ihrer Vertreibung zunächst in Südfrankreich und Norditalien. In Mitteleuropa sind sie bereits an der Wende zum 13. Jahrhundert nachweisbar. Ihrer religiösen Anschauung nach mochten sich die frühen Waldenser in ihrem Selbstverständnis zunächst nicht mit den katholischen Lehren im Konflikt gesehen haben. Doch im Zuge der Auseinandersetzung mit den kirchlichen Institutionen begannen sich bibelstrengere Ansichten durchzusetzen, die den katholischen Lehren zuwiderliefen. Bereits für das Jahr 1218 ist die Ablehnung des Fegefeuers, der Heiligenverehrung, der Kirchensatzungen sowie der weltlichen Strafgerichtsbarkeit und der Eidesleistung dokumentiert – sowohl bei den französischen „Armen von Lyon“ als auch bei ihren Glaubensbrüdern, die in Norditalien als „Lombardische Arme“ bezeichnet wurden. Zu größeren Wellen der Verfolgung durch die Inquisition kam es erst in den 1230/40er Jahren.
Über die letzten Lebensjahre Valdes’, der in seiner Auffassung vom laikalen Dienst am Glauben gerne mit Franz von Assisi verglichen wird, ist nichts bekannt. Sein Tod wird in der Literatur in den Jahren vor 1207, mit Sicherheit aber vor 1218 angesetzt.
Zur weiteren Geschichte der Anhänger von Valdes siehe Waldenser.

## Gedenktag
12. April im Evangelischen Namenkalender.